# 장승배기로
장승배기로는 서울특별시 동작구 노량진동 노량진역부터 서울특별시 동작구 상도동까지 이르는 도로이다.

## 노선
노량진역삼거리(노량진로) - 동작구청 - 서울노량진초등학교 - 동작도서관 - 장승배기역(상도로) - 장승중학교 - 동작관악교육지원청 - 상도동연대아파트(성대로) - 서울신상도초등학교(양녕로)

## 사진

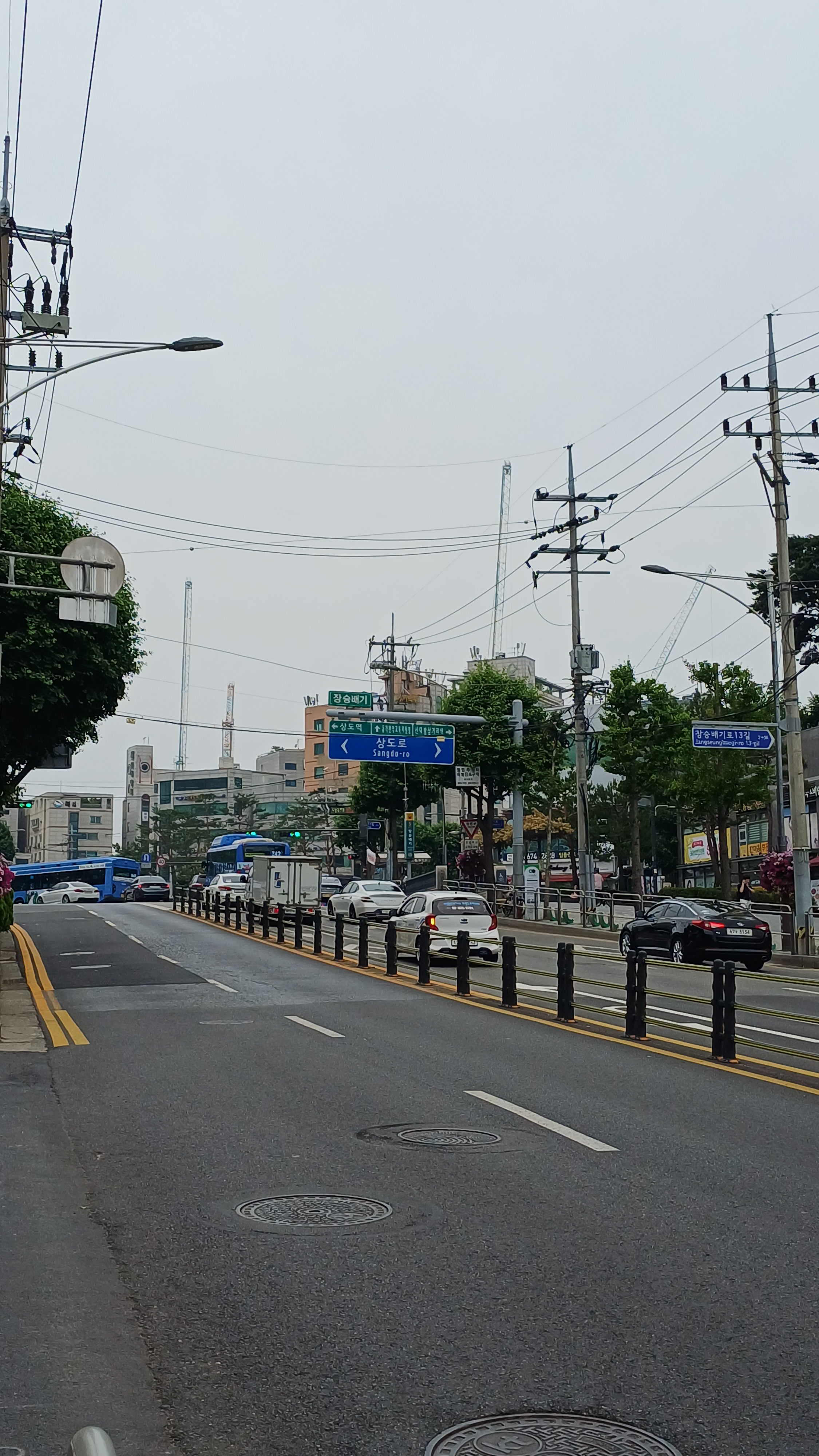
상도로와교차